# Tadeusz Grabowski (1934–2024)
Tadeusz Grabowski (ur. 8 lipca 1934, zm. 17 kwietnia 2024) – polski wojskowy w stopniu generała brygady, urzędnik państwowy, w latach 1996–1998 podsekretarz stanu w Ministerstwie Obrony Narodowej.

## Życiorys
W latach 50. rozpoczął służbę wojskową w Ludowym Wojsku Polskim, doszedł do stopnia generała brygady, później odszedł na emeryturę. Był pracownikiem Ministerstwa Obrony Narodowej, według stanu z listopada 1988 pozostawał wicedyrektorem Departamentu Finansów (w stopniu pułkownika), później do 1996 zajmował stanowisko dyrektora tego departamentu. Od 19 stycznia 1996 do 3 kwietnia 1998 pełnił funkcję podsekretarza stanu w MON, odpowiedzialnego za finanse i ekonomię (działy te zostały decyzją ministra przeniesione ze Sztabu Głównego WP do ministerstwa).
Żonaty z Marią. Był członkiem Klubu Generałów i Admirałów Wojska Polskiego. 29 maja 2024 pochowany na Cmentarzu Wojskowym na Powązkach.